# 陳元光
陳元光（657年4月4日—711年12月18日），字廷炬，號龍湖，唐朝將領，根据唐代的记载，他的官职可能是右鹰扬将军，被认为是“岭南首领”。后世碑刻和族谱则记载：他官至漳州刺史兼任漳浦縣令；淮南道光州固始县（今河南省信阳市固始县）人，祖籍河东郡（今山西省夏县一带）；父親陳政，母親吐萬氏。墓呈圓丘形，墓前碑文為：「唐開漳陳將軍墓」。
漳州、潮汕與畲族史上的關鍵人物。福建漳州人與臺灣和新加坡的漢族閩南漳州移民後代，均尊稱其為“開漳聖王”，為漳州府住民，包含漳州福佬人和漳州客家人的精神信仰，其信仰圈亦擴及到廣東潮汕地區。
除《朝野佥载》所记“元光晏客”骇闻的流言之外，至今未发现关于陈元光活动的同时代历史记录，苏永前认为，陈元光“开漳”传说是民间叙事中的集体想像。黄向春认为，陈元光的事迹，是“华夏边缘”的人群为了塑造汉人正统性而构造的英雄祖先故事。更多的作者把后世地方志、碑刻和众多的族谱中关于陈元光传说，当作真实的历史事件，对陈元光的研究，集中在籍贯的考证。

## 生平
新、旧《唐书》和《资治通鉴》没有关于陈元光的记载。最早关于陈元光的记述始于宋，是历史传说书面化现象，之后的历修方志明显有虚构故事的迹象。

### 早年
陈元光是唐副诸卫上将陈政的儿子，住在漳江出海口处。唐仪凤年间，广州崖山发生民变，潮州、泉州（治所在今福建省福州市鼓楼区）的民众纷纷响应。时为平民的陈元光在乡里募兵，平定潮州的叛乱。朝廷析潮州东部之地，设置漳州，任命陈政为左郎将，守卫此地。

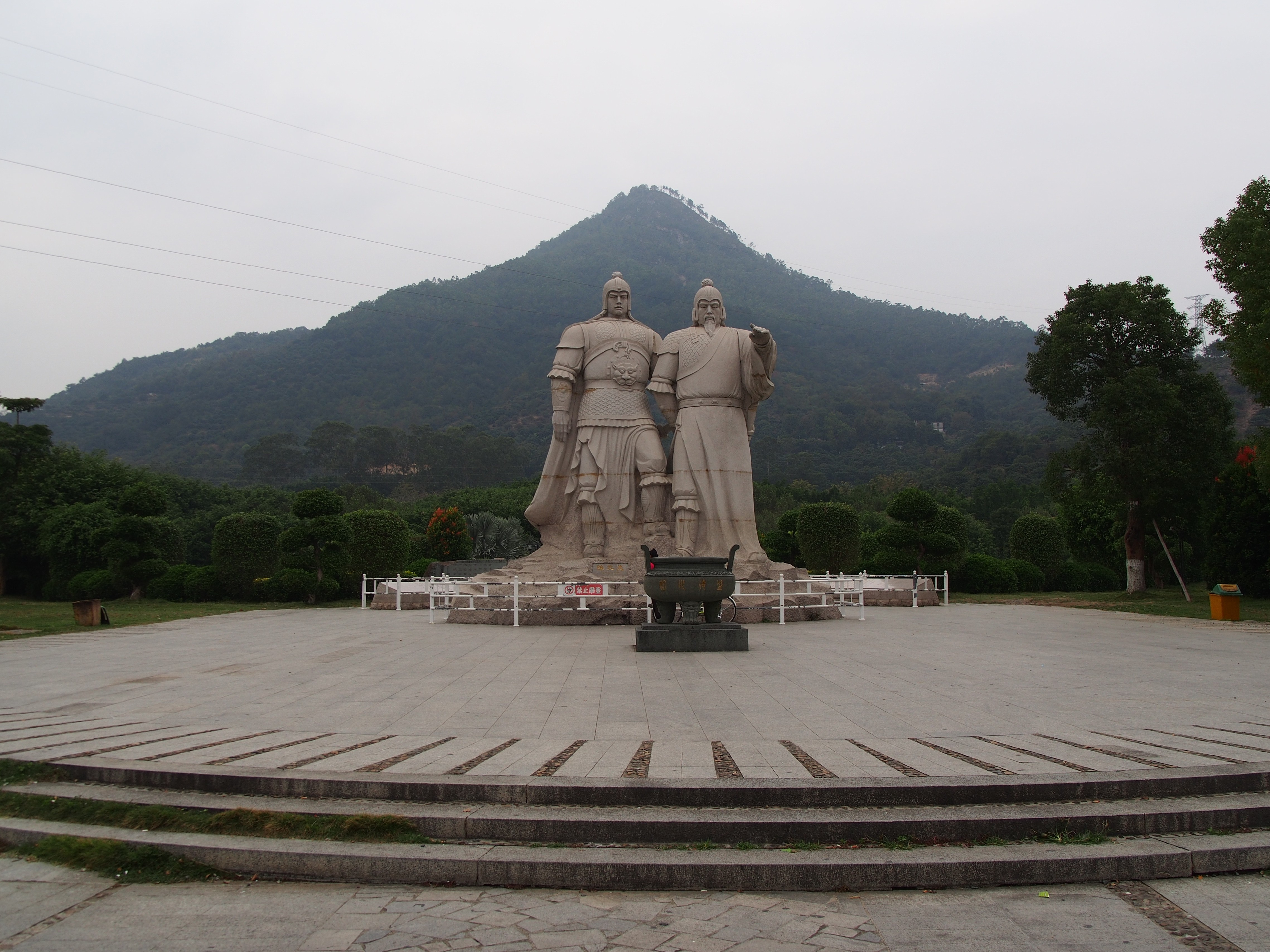
陈政、陈元光父子雕像

### 開漳
当时陈元光所处的漳州属“地极七闽，境连百粤”，是土著与汉族混居的区域。陈元光认为仅凭武力镇压是“兵革徒威于外，礼让乃格其心”，而且“诛之不可胜诛，徙之则难以尽徙”，“功愈劳而效愈寡”。于是呈请皇帝在泉州、潮州之间设郡县，以加强对该地区的统治。唐垂拱二年（686年），陳元光奏請在泉州與潮州之間設立漳州。垂拱四年（688年）六月，朝廷下诏，准奏在原绥安地段创建漳州，辖漳浦、怀恩二县，漳浦附州为县，任命陈元光为漳州刺史兼任漳浦县令。

### 平閩
此后，陈元光平定闽粤三十六寨，建堡屯兵。使北至泉州，南至潮州，西至赣州。后来引進中原地区的耕作技术，种植水稻和麻、甘蔗、香蕉、荔枝、龙眼、花卉等经济作物。
景雲二年十一月初五日（711年12月18日），苗自成、雷万兴之子又于潮州聚众反抗朝廷，敌众潜达岳山。陈元光闻讯率轻骑抵御，因援兵晚到，被敌将蓝奉高用刀刺傷，後於撤退途中死亡。其子陳珦守制三年。先天元年（712年），繼任漳州刺史。

### 历史记载
陈元光没被《旧唐书》、《新唐书》、《资治通鉴》记载，唐代仅有《朝野佥载》记载“陈元光晏客”流言和《元和姓纂》收录右鹰扬将军陈元光的名姓；此两条记载是否与开闽圣王有关仍需要深入考证。陈元光的事迹的记载最早始于宋代，详情初载于明代中叶黄仲昭所纂《八闽通志》，之后的历修方志也多有记载：
唐·张鷟《朝野佥载》
“周岭南首领陈元光设客，令一袍裤行酒。光怒令曳出， 遂杀之。须臾烂煮，以食诸客。后呈其二手，客惧，攫喉而吐。”
唐·林宝《元和姓纂》
“司农卿陈思问、左豹韬将军陈集原、右鹰扬将军陈元光、河中少尹兼御史中丞陈雄：河东人。”
北宋·吴与《漳州图经序》
“唐垂拱二年十二月九日，左玉钤卫翊府左郎将陈元光平潮州寇，奏置州、县。”
南宋·王象之《舆地碑记》
“朱翌 《威惠庙记》云：陈元光，河东人，家于漳之溪口。唐仪凤中，广之崖山盗起，潮、泉皆应。王以布衣乞兵，遂平潮州。以泉之云霄为漳州，命王为左郎将守之。复以战殁，漳人哭之痛，立祠于径山。”
南宋·吕铸 《题威惠庙》
云：“唐史无人修列传，漳江有庙祠将军。”
明·黄仲昭《八闽通志》

### 历史文化研究
厦门大学民间历史研究中心黄向春认为，东南区域社会文化史是由汉人“南迁”与土著“汉化”这两条线索所构成的，流布东南的英雄祖先陈元光开闽故事，创造了身处“华夏边缘”的人群与汉人正统性的连接。
黄向春指出，新、旧《唐书》并无陈元光之记载；最早关于陈元光的记述虽始于宋，但其时已有人质疑；陈元光传说流行地区出身的宋代知名学者刘克庄，所著《漳州谕畲》一文，详细记述平定漳州“畬民”寇乱的过程，在对“卓侯”等人平畲功绩作比照历史的评价时，也未提及陈元光。陈元光事迹的详情初载于明代中叶黄仲昭所纂《八闽通志》，之后的历修方志也多有记载，而且时间越晚，记载就越详细，明显有虚构故事重构祖先的历史记忆的迹象。
黄向春研究了唐宋以后，东南地区的“蛮僚”、“畲民”、“土人陷畲者”逐步被官府征剿、招抚成为“版籍民”，豪酋社会演变为家族社会的过程。黄向春认为，人们为了契合身份转变并与整个地方社会的转变相适应，通过重构祖先的“历史”，来合理化其社会“现实”，并以之为基础展开一系列新的文化实践（如祖先祭祀、神明崇拜等）。以“南来－征蛮”的“陈元光英雄祖先”为叙事核心的族源传说，正是在这一背景下被创造出来并广为流传的。
苏永前认为，陈元光“开漳”传说是民间叙事中的集体想像。苏永前借助于文化人类学视角，将陈元光“开漳”传说作为一种“文化文本”进行重新观照。他认为，作为叙事主体的闽南地区中原移民，在“开漳”传说中充分显现了集体想像的两极：对自我的圣化、神化与对他者的非人化与妖魔化；其本质，则是话语权力在民间叙事中的彰显。从政治地理看，陈元光“开漳”传说在闽南地区的产生与传播，则是族群认同的主观结果。

## 後代景仰
陈元光开发漳、潮地区的业绩，受到历代朝廷的褒崇。唐朝先天元年（西元712年），唐玄宗赐赠陈元光为豹韜衛鎮軍大將軍，临漳侯，諡忠毅文惠。唐開元四年（西元716年），州治由綏安溪遷李澳川（今漳浦縣城）。朝廷為表彰陳元光功勞，唐玄宗下詔敕建「忠烈祠」於漳浦城郊西宸嶺上（即今威惠廟舊址），詔立「盛德世祀之坊」以旌表，明正祀典，派地方官員，春秋二祭。規定幾地方官員行至廟前馬頭橋牌坊止步，文官下轎，武官下鞍，步而恭祭之。唐貞元三年（西元786年），州治遷龍溪（今漳州市），德宗皇帝加封「靈著順應昭烈廣濟王」。陳元光的事蹟主要發生在武則天掌權的時期，但是《舊唐書》與《新唐書》並未為他立傳。宋代漳浦縣令（當時雲霄屬漳浦縣）吕璹的《謁威惠廟》詩有云：「唐史無人修列傳，漳江有廟祀將軍」名句為證。
唐貞元三年（西元786年），州治遷龍溪（今漳州市），德宗皇帝加封「靈著順應昭烈廣濟王」。北宋熙寧八年（西元1075年），宋神宗追封「忠應侯」。北宋政和三年（西元1112年），宋徽宗追封「開漳主聖王」，賜廟額「威惠廟」。北宋宣和四年（西元1122年），宋徽宗又賜封「忠澤公」。南宋高宗加封「英烈忠澤顯佑康庇公」等。清乾隆五十五年（西元1790年），乾隆皇帝八十大壽，相國蔡新入京祝壽，返鄉時帶回御賜皇燈一對，書「開漳聖王、高封祀典」。蔡氏後裔每年元霄節前提新燈至廟中懸掛，此俗傳沿至今。
明朝又改封他为昭烈侯。漳州地区人民把他尊为“开漳圣王”，崇祀他的庙宇遍及闽台，仅漳浦境内“圣王庙”就有近百座，臺灣崇祀他的庙宇也有300多座。臺灣以开漳圣王為主神的庙宇有86座，历代香火甚旺。近年来，漳州市政府为纪念陈元光，将市区的主要街道命名为元光北路、元光南路。

## 墓葬
景云二年（711年），陈元光战死并葬于绥安溪大峙原（今漳浦盘陀大崎湾）。贞元二年（786年），移葬于石鼓山（今漳州市薌城區）。墓呈圆丘形，墓前碑文曰：“唐开漳陈将军墓”，目前有石羊、石獅、華表各一對。

## 配嗣
依1986年的《台灣廟宇榜》，陳元光有四位副祀神「四輔將軍」，分別是輔信將軍李伯瑤、輔順將軍馬仁、輔信將軍沈毅、輔義將軍倪聖分。仇德哉《臺灣之寺廟與神明》有「五輔將軍」之說，多增加輔仁將軍。

## 開漳聖王廟

### 中國

#### 河南省
- 潢川县广济王祠
- 潢川县威惠庙

#### 福建省
- 漳州市薌城區官園威惠廟
- 漳州市薌城區路邊威惠廟
- 漳州市漳浦威惠廟
- 漳州市雲霄威惠廟
- 漳州市雲霄燕翼宫

### 臺灣

#### 基隆市
- 奠濟宮

#### 臺北市
- 內湖區碧山巖開漳聖王廟
- 內湖區公舘庄武身開漳聖王廟
- 士林區芝山巖惠濟宮
- 士林區菁礐開漳聖王宮
- 士林區平等合誠宮
- 士林區外雙溪溪和宮
- 北投區石牌汾陽宮

#### 新北市
- 中和區中和大廟廣濟宮
- 樹林區山佳旨雲宮
- 新店區安坑j外五張太平宮
- 新店區安坑三城日興宮
- 金山區金包里廣安宮
- 萬里區野柳保安宮
- 萬里區昭靈宮
- 萬里區龜吼保民宮
- 萬里區中幅忠福宮
- 萬里區崁腳崑陽宮
- 板橋區聖安宮
- 雙溪區威惠廟

#### 宜蘭縣
- 頭城威惠廟
- 宜蘭市松仔腳靈惠廟
- 宜蘭市崁仔腳三清宮
- 宜蘭市五結仔靈鎮廟
- 宜蘭市一結仔昭安宮
- 礁溪漳福廟
- 礁溪龍潭永興廟
- 壯圍永惠廟
- 壯圍永鎮廟
- 壯圍新社鎮安廟
- 壯圍東港鎮安宮
- 冬山聖福廟

#### 桃園市
- 桃園區桃園景福宮
- 八德區聖王宮
- 蘆竹區外社聖王廟
- 大園區福隆宮
- 大園區五福宮
- 觀音區樹林復興宮
- 觀音區理教石橋復興宮
- 平鎮區東勢建安宮
- 大溪區埔頂仁和宮
- 大溪區大溪福仁宮
- 大溪區番子寮瑞源宮
- 大溪區百吉復興宮
- 大溪區水流東東興宮
- 復興區復興福興宮
- 復興區羅浮聖興宮

#### 新竹縣
- 關西鎮崑崙七星殿
- 芎林鄉芎林百壽宮

#### 臺中市
- 北屯區四張犁開漳聖王廟
- 西屯區惠來廟
- 西屯區啟興宮
- 龍井區景聖宮開漳聖王廟
- 烏日區建興宮

#### 南投縣
- 草屯鎮陳府將軍廟
- 名間鄉大賢宮
- 竹山鎮竹山武德宮

#### 彰化縣
- 彰邑威惠宮

#### 雲林縣
- 麥寮鄉楊厝永安宮
- 古坑鄉古坑慈靈宮
- 斗六市斗六福興宮
- 北港鎮北港昭烈宮

#### 嘉義縣
- 民雄鄉雙援玄聖宮
- 鹿草鄉後堀樹德宮
- 大林鎮安霞宮 [13]

#### 嘉義市
- 西區車店開山尊王廟

#### 臺南市
- 新營區王公廟同濟宮
- 六甲區陳聖王公廟
- 麻豆區麻豆社蚊港厝聖王宮
- 善化區西衛開元宮
- 歸仁區窩仔底忠順宮
- 東區八協境聖公廟
- 北區中樓仔勝安宮

#### 高雄市
- 鳳邑開漳聖王廟
- 大寮區中庄慈聖宮
- 燕巢區面前埔興龍宮
- 茄萣區鎮福殿
- 杉林區威聖廟

#### 屏東縣
- 九如鄉聖王廟
- 竹田鄉建安宮

#### 台東縣
- 池上鄉建安宮

#### 花蓮縣
- 花蓮市開靈宮
- 花蓮新城鎮安宮
- 花蓮市武天宮

### 新加坡
- 保赤宫（陳氏宗祠），始建於1878年

### 泰國
- 普吉府普吉市定光堂

### 马来西亚
柔佛州哥打丁宜小哥打 陳聖大王公廟

## 影視形象
- 《大唐儒將開漳聖王》（2011年），嚴屹寬飾演陳元光
- 《聖王公傳奇》（2019年），黃仲裕飾演開漳聖王